# Розстемпнево
Розстемпнево (пол. Rozstępniewo) — село в Польщі, у гміні Мейська Ґурка Равицького повіту Великопольського воєводства.
Населення — 253 особи (2011).
У 1975-1998 роках село належало до Лешненського воєводства.

## Демографія
Демографічна структура станом на 31 березня 2011 року:
|          | Загалом | Допрацездатний вік | Працездатний вік | Постпрацездатний вік |
| -------- | ------- | ------------------ | ---------------- | -------------------- |
| Чоловіки | 129     | 38                 | 80               | 11                   |
| Жінки    | 124     | 26                 | 69               | 29                   |
| Разом    | 253     | 64                 | 149              | 40                   |